# Jogos Peninsulares do Sudeste Asiático de 1973
Os Jogos Peninsulares do Sudeste Asiático de 1973, como conhecidos até 1975, foram a sétima edição do evento multiesportivo, realizado na cidade de Singapura, em Singapura, entre os dias 1 e 8 de setembro. 

## Países participantes
Sete países participaram do evento:
- Camboja
- Myanmar
- Tailândia
- Laos
- Malásia
- Singapura
- Vietname

## Modalidades
Foram disputadas dezesseis modalidades nesta edição dos Jogos:
| - Atletismo - Badminton - Basquete - Boxe - Ciclismo - Esportes aquáticos - Futebol - Hóquei sobre grama | - Judô - Levantamento de peso - Tênis - Tênis de mesa - Tiro - Sepaktakraw - Vela - Vôlei |

## Quadro de medalhas
País sede destacado.
| Ordem | País      | Medalha de ouro | Medalha de prata | Medalha de bronze |     |
| ----- | --------- | --------------- | ---------------- | ----------------- | --- |
| 1     | Tailândia | 47              | 25               | 27                | 99  |
| 2     | Singapura | 45              | 50               | 45                | 140 |
| 3     | Malásia   | 30              | 35               | 50                | 115 |
| 4     | Myanmar   | 28              | 24               | 15                | 67  |
| 5     | Camboja   | 9               | 12               | 30                | 51  |
| 6     | Vietname  | 2               | 13               | 10                | 25  |
| 7     | Laos      |                 | 5                | 4                 | 9   |
| TOTAL | TOTAL     | 157             | 156              | 167               | 480 |